# حضرت بیگم
حضرت بیگم (پشتو: حضرت بیګم؛ زاده ح. ۱۷۴۰)، همچنین معروف به حضرت محل و صاحبه بیگم، شاهدختی از امپراتوری گورکانی و دختر امپراتور مغول، محمدشاه گورکانی، بود. او یکی از همسران احمدشاه درانی، اولین امیر امپراتوری درانی، بود.

## زندگی
حضرت بیگم در خانواده سلطنتی مغول به دنیا آمد و دختر امپراتور مغول، محمدشاه گورکانی و همسرش صاحبه محل بود. در آوریل ۱۷۴۸، پدرش درگذشت و برادرش، احمد شاه بهادر، به سلطنت رسید. مادر او، قدسیه بیگم، به بیگم‌ها و فرزندان امپراتور فقید نه تنها از کیسه دولت، بلکه از بودجه شخصی خود نیز مستمری می‌داد.
در ۲۶ مه ۱۷۵۴، احمد شاه در سفری توسط گروهی از مرآتها به رهبری مالهر رائو هولکار مورد حمله قرار گرفت. هنگام فرار از سکندرآباد، او حضرت بیگم، مادرش قدسیه بیگم، پسرش محمود شاه بهادر و همسر مورد علاقه‌اش عنایت پوری بای را با خود برد و تمام ملکه‌ها و شاهدخت‌های دیگر را به حال خود رها کرد. دست دشمنان
در فوریه ۱۷۵۶ در سن شانزده سالگی، او به خاطر زیبایی بی‌نظیرش چنان مشهور شد که امپراتور مغول، عالمگیر دوم، که در آن زمان حدود شصت سال داشت، از فشار و تهدید استفاده کرد تا صاحبه محل و قیم و نامادری شاهزاده خانم را مجبور کند. بادشاه بیگم، دست حضرت بیگم را به ازدواج او بدهد. شاهزاده خانم مرگ را بر ازدواج با یک پیرمرد شصت ساله ترجیح داد و عالمگیر دوم در ازدواج با او موفق نشد.
در آوریل ۱۷۵۷، پس از غارت پایتخت امپراتوری دهلی، احمد شاه درانی پادشاه درانی، مایل به ازدواج با دختر ۱۶ ساله امپراتور فقید محمد شاه بود. از آنجایی که او تنها ۱۶ سال داشت، بادشاه بیگم دوباره در برابر تحویل دادن مسئولیت خود به یک پادشاه افغان ۳۵ ساله مقاومت کرد، اما شاه در ۵ آوریل ۱۷۵۷ در دهلی به زور با او ازدواج کرد. پس از جشن عروسی، احمد شاه همسر جوان خود را به زادگاهش در افغانستان بازگرداند. عروس گریان را بادشاه بیگم، صاحبه محل و چند تن از بانوان سرشناس حرم امپراتوری مغول همراهی می‌کردند.